# Iglesia ortodoxa de Polonia
La Iglesia ortodoxa autocéfala de Polonia (en polaco: Polski Autokefaliczny Kościół Prawosławny), conocida como Iglesia ortodoxa polaca, es una de las Iglesias autocéfalas de la comunión ortodoxa. El 13 de noviembre de 1924, el Patriarcado Ecuménico encabezado por el patriarca Gregorio VII de Constantinopla le concedió la autocefalía con el fin de integrar a los cristianos ortodoxos, fundamentalmente ucranianos y bielorrusos que vivían en la parte oriental de Polonia cuando esta recuperó su independencia tras la guerra polaco-soviética.
En cuanto a la precedencia de honor dentro de la Iglesia ortodoxa, la Iglesia ortodoxa polaca ocupa el puesto número 12 según la directiva griega de Constantinopla y en el puesto 13 según la directiva rusa. Esta diferencia se debe a las distintas fechas de reconocimiento de la autocefalía por los patriarcados de Constantinopla y de Moscú.

## Orígenes
La cristianización de Polonia (en polaco: chrystianizacja Polski) se refiere a la introducción y posterior difusión del cristianismo en Polonia. El impulso del proceso fue el «Bautismo de Polonia» (en polaco: chrzest Polski), el bautismo personal de Miecislao I, el primer gobernante del futuro Estado polaco, y de gran parte de su corte. La ceremonia tuvo lugar el Sábado Santo del 14 de abril de 966, aunque el lugar exacto sigue siendo discutido por los historiadores, siendo las ciudades de Poznań y Gniezno los lugares más probables. El matrimonio de Miecislao era parte de una alianza polaco-bohemia y a su esposa, Dobrawa de Bohemia, se le atribuye a menudo una gran influencia en la decisión de Miecislao de aceptar el cristianismo.

## Autocefalía

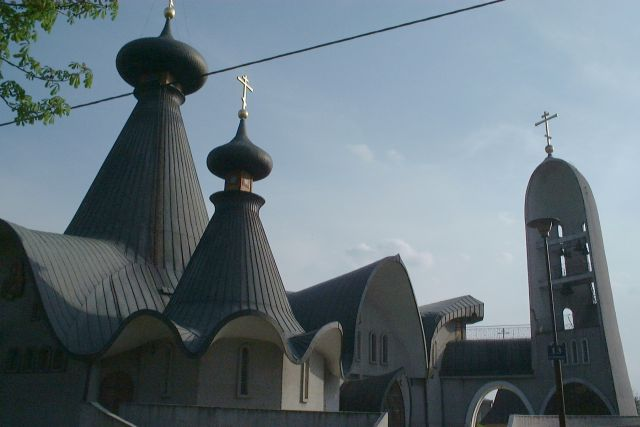
Iglesia ortodoxa en Hajnówka.

El establecimiento de la Iglesia ortodoxa polaca se llevó a cabo después de que el Tratado de Riga dejara una gran cantidad de territorio anteriormente bajo el control del Imperio ruso, como parte de la Segunda República Polaca. La ortodoxia oriental estaba muy extendida en Bielorrusia occidental y la Volinia ucraniana. La pérdida de un vínculo eclesiástico, debido a la persecución de la Iglesia ortodoxa rusa en la Unión Soviética, dejó al clero regional en una crisis, y en 1924, el Patriarcado Ecuménico asumió el establecimiento de varias iglesias autónomas en territorios de los nuevos estados que anteriormente eran parte total o parcial del Imperio ruso (Finlandia, los estados bálticos y Polonia). Antes, en enero de 1922, el gobierno polaco había emitido una orden reconociendo a la Iglesia ortodoxa y colocándola bajo la autoridad del Estado. En ese momento, un ucraniano, Yurii Yaroshevsky, fue nombrado metropolitano y exarca por el patriarca de Moscú. Cuando Yaroshevsky comenzó a rechazar la autoridad del Patriarcado de Moscú, fue asesinado por un monje ruso. No obstante, su sucesor, Dionizy Waledyński (Dionisii Valedinsky), continuó trabajando por la autocefalia de la Iglesia ortodoxa polaca, que finalmente fue otorgada por el patriarca ecuménico de Constantinopla en sus tomos del 13 de noviembre de 1924. Dado que la mayoría de los feligreses eran ucranianos y bielorrusos residentes en las áreas orientales de la recién independizada Segunda República Polaca, el patriarca de Constantinopla tenía una base canónica para otorgar los tomos a la Iglesia polaca como sucesora de la metropolia de Kiev, el antiguo territorio de Kyivan Rus' que Constantinopla continuó considerando como su territorio canónico (a pesar de haber acordado permitir que Moscú lo cuidara en 1686). La Iglesia ortodoxa rusa en ese momento no reconoció la concesión de la autocefalía polaca por parte de Constantinopla.
Durante el período de entreguerras las autoridades polacas impusieron severas restricciones a la Iglesia y su clero y la catedral de Alexander Nevsky en Varsovia fue destruida a mediados de la década de 1920. En Volinia un total de 190 iglesias ortodoxas orientales fueron destruidas y otras 150 se convirtieron al catolicismo romano. Después de la Segunda Guerra Mundial la mayoría de los territorios étnicamente ucranianos y bielorrusos fueron anexados por la Unión Soviética, albergando hasta el 80% de las parroquias y congregaciones de la Iglesia ortodoxa polaca, que se unieron con el recientemente reinstalado Patriarcado de Moscú. Las parroquias restantes que estaban ahora en el territorio de la República Popular Polaca fueron mantenidas por la Iglesia ortodoxa polaca, incluyendo la mayoría de los territorios mixtos más orientales, como alrededor de Chełm y Białystok.
Después de que la Unión Soviética estableció el control político sobre Poloni, el 22 de junio de 1948 la Iglesia ortodoxa rusa encabezada por Alejo I de Moscú reconoció la autocefalía de la Iglesia ortodoxa de Polonia.

## Diócesis

Diócesis ortodoxas en Polonia.

La cabeza de esta Iglesia es el metropolitano de Varsovia, desde 1998 Sawa (Hrycuniak). Cuenta con unos 600.000 a 1.000.000 de fieles (1,6% a 2,6% de la población).
Se divide en seis diócesis en Polonia y una en Brasil. Además existe un ordinariato militar. 
- Diócesis ortodoxa de Varsovia-Bielsko, es la sede metropolitana. Comprende la parte norte del voivodato de Mazovia y la parte sur del voivodato de Podlaquia. Desde 1834 Varsovia fue la sede de los vicarios de la eparquía de Volyn, y desde 1840 de los obispos de Varsovia y Nowogieorgjewski. Esta eparquía funcionó en los años 1875-1905 como eparquía de Chełm-Varsovia, y hasta 1922, como eparquía de Varsovia y Vístula. En 1922 el patriarca de Moscú estableció un exarcado en la Segunda República de Polonia, encabezado por el metropolitano de Varsovia. En 1922 la diócesis de Varsovia-Chełm se estableció en Varsovia. Durante la Segunda Guerra Mundial Varsovia se convirtió en la sede de la diócesis de Varsovia-Radom. En 1948 se estableció la eparquía de Varsovia y en 1951 tomó el nombre de Varsovia-Bielsko.
- Diócesis ortodoxa de Białystok-Gdańsk. Cubre todo el voivodato de Varmia y Masuria, la parte norte del voivodato de Podlaquia y la parte oriental del voivodato de Pomerania. Fue establecida el 7 de septiembre de 1951 en lugar de la diócesis de Białystok-Bielsko existente desde el 12 de noviembre de 1948. Las fronteras actuales de la diócesis se establecieron en 1958.
- Diócesis ortodoxa de Lublin-Chełm. Cubre todo el voivodato de Lublin y la parte oriental del voivodato de Mazovia. Fue creada el 1 de marzo de 1989.
- Diócesis ortodoxa de Przemyśl-Gorlice. Tiene jurisdicción sobre todo el voivodato de Subcarpacia y la parte oriental del voivodato de Pequeña Polonia. Fue erigida el 6 de septiembre de 1983 con el nombre de Przemyśl-Nowosądecka, pero el 25 de agosto de 2016 recibió el nombre de Przemyśl-Gorlice.
- Diócesis ortodoxa de Breslavia-Szczecin. Tiene jurisdicción sobre los siguientes voivodados: Baja Silesia, Lubusz, Opole, Pomerania Occidental y la parte occidental del voivodato de Pomerania. Fue un vicariato hasta 1951, cuando fue creada la diócesis.
- Diócesis ortodoxa de Łódź-Poznań. Su jurisdicción cubre los siguientes voivodados: Cuyavia y Pomerania, Łódź, Silesia, Świętokrzyskie, Gran Polonia, así como la parte occidental de Pequeña Polonia y la parte sur de Mazovia. Fue establecida el 12 de noviembre de 1948.
- Ordinariato ortodoxo del Ejército Polaco. Fue creado el 1 de enero de 1994 y se equipara a una diócesis.
- Diócesis de Río de Janeiro y Olinda-Recife. Tiene un obispo auxiliar en Recife. Fue establecida en 1991, aunque la comunidad ortodoxa que la originó (Iglesia ortodoxa portuguesa) existió de 1986 a 1987 bajo el Santo Sínodo de Milán, y desde el 26 de septiembre de 1990 bajo la Iglesia ortodoxa de Polonia. En 2001 la mayoría de los jerarcas y el clero ordinario, con la excepción de dos obispos brasileños y algunas parroquias europeas, abandonaron la jurisdicción de la Iglesia ortodoxa polaca y formaron la Iglesia católica ortodoxa de Portugal.